# باربارا منزینگ
باربارا منزینگ (آلمانی: Barbara Mensing؛ زادهٔ ۲۳ سپتامبر ۱۹۶۰) کماندار زن اهل آلمان بود.
وی در مسابقات کشوری و بین‌المللی در مجموع برندهٔ ۳ مدال نقره، ۲ مدال برنز شده‌است.